# Municipio de North Homestead
El municipio de North Homestead (en inglés: North Homestead Township) es un municipio ubicado en el condado de Barton en el estado estadounidense de Kansas. En el año 2010 tenía una población de 111 habitantes y una densidad poblacional de 1,2 personas por km².

## Geografía
El municipio de North Homestead se encuentra ubicado en las coordenadas 38°34′14″N 98°45′2″O / 38.57056, -98.75056. Según la Oficina del Censo de los Estados Unidos, el municipio tiene una superficie total de 92.48 km², de la cual 92,33 km² corresponden a tierra firme y (0,16 %) 0,15 km² es agua.

## Demografía
Según el censo de 2010, había 111 personas residiendo en el municipio de North Homestead. La densidad de población era de 1,2 hab./km². De los 111 habitantes, el municipio de North Homestead estaba compuesto por el 100 % blancos. Del total de la población el 0,9 % eran hispanos o latinos de cualquier raza.